# Air Next
Air Next (japanisch エアーネクスト株式会社, Eā Nekusuto Kabushiki kaisha) war eine japanische Billigfluggesellschaft mit Sitz in Tokio. Sie war eine vollständige Tochtergesellschaft der All Nippon Airways und nutzte als Hauptflughafen den Flughafen Fukuoka und flog ausschließlich nationale Ziele an.

## Geschichte
Air Next wurde im August 2004 gegründet und nahm den Flugbetrieb am 1. Juni 2005 mit zwei Boeing 737-500 auf.
Die Lackierung der Air Next unterschied sich nur durch einen kleinen zusätzlichen Titel („Air Next“) und einem Delphin auf dem Triebwerk von der der ANA. Zunächst besaßen Air Next und All Nippon Airways verschiedene IATA-Codes, später nutzte die Fluggesellschaft jedoch nicht mehr mit ihrem eigenen IATA-Airline-Code „7A“, sondern den von All Nippon Airways („NH“). Als ein Tochterunternehmen der All Nippon Airways war Air Next ein vollständiges Star-Alliance-Mitglied.
Im Juni 2010 wurde Air Next aufgelöst und mit zwei weiteren Regionalgesellschaften der ANA, Air Central und Air Nippon Network, zur neuen ANA Wings zusammengeschlossen.

## Flotte
(Stand: März 2010)
- 14 Boeing 737-500